# تيد تايلور (لاعب هوكي الجليد)
تيد تايلور هو لاعب هوكي الجليد كندي، ولد في 25 فبراير 1942.

## وصلات خارجية
- تيد تايلور على موقع دوري الهوكي الوطني (الإنجليزية)
- تيد تايلور على موقع قاعة مشاهير الهوكي (لاعب أن.إتش.أل) (الإنجليزية)
- تيد تايلور على موقع EliteProspects.com (الإنجليزية)
- تيد تايلور على موقع HockeyDB.com (الإنجليزية)
- تيد تايلور على موقع Hockey-Reference.com (الإنجليزية)